# Вашингтон (окръг, Флорида)
Вижте пояснителната страница за други населени места с името Вашингтон.
Окръг Вашингтон (на английски: Washington County) е окръг в щата Флорида, Съединени американски щати. Площта му е 1595 km², а населението - 24 567 души (2017). Административен център е град Чипли.